# Salinas de Trillo
Salinas de Trillo ist ein spanischer Ort in den Pyrenäen in der Provinz Huesca der Autonomen Gemeinschaft Aragonien. Der Ort kam in den 1960er Jahren als Ortsteil von Trillo zur Gemeinde La Fueva. Salinas de Trillo hatte im Jahr 2015 acht Einwohner.

## Baudenkmäler
- Romanische Pfarrkirche Nuestra Señora de la Asunción, erbaut im 12. Jahrhundert (Bien de Interés Cultural)
- Casa Palacio, erbaut im 16. Jahrhundert (Bien de Interés Cultural)

## Weblinks

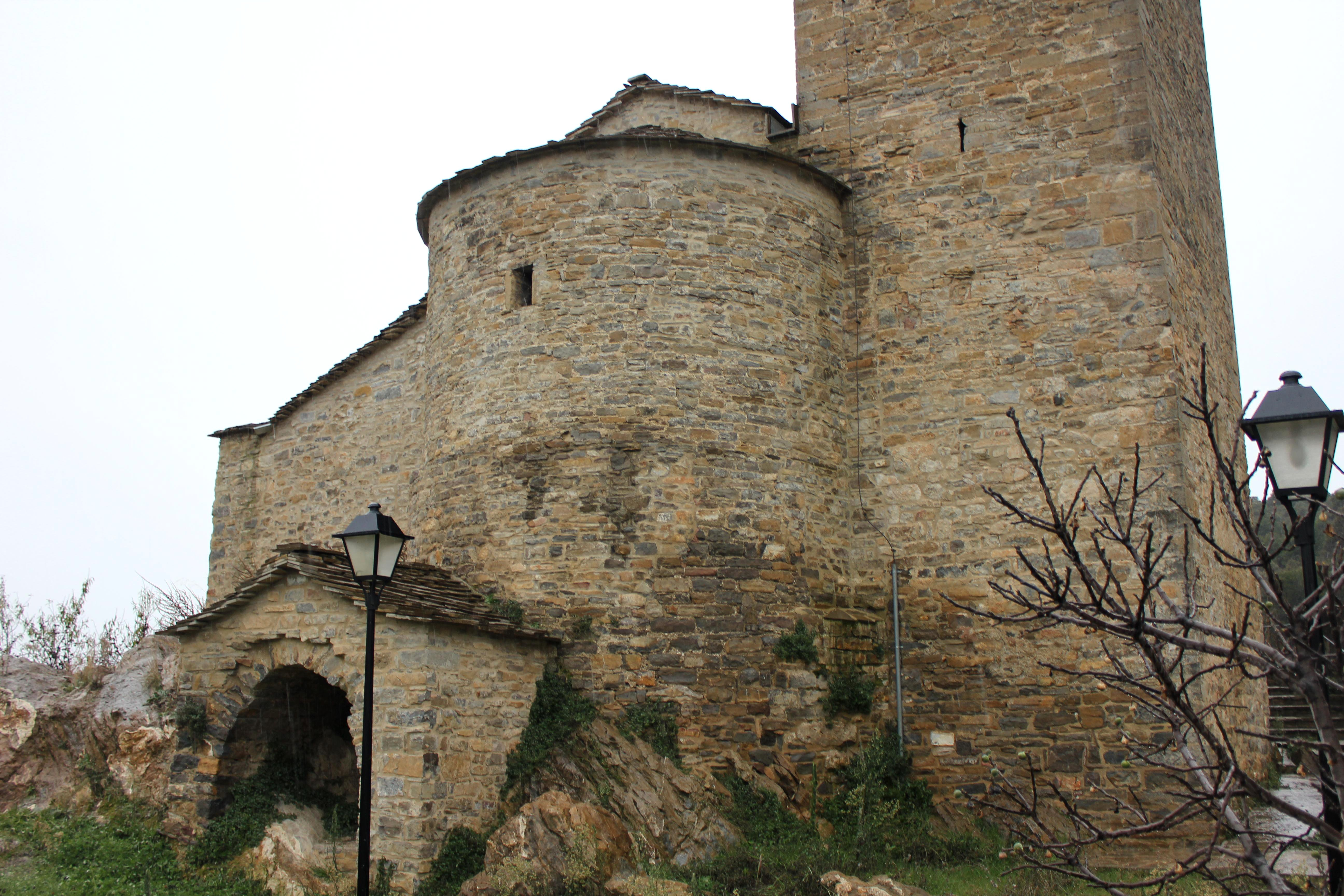
Kirche Nuestra Señora de la Asunción